# Mooresbarrow cum Parme
Mooresbarrow cum Parme var en civil parish från 1866 till 1892 då den blev en del av Sproston, i grevskapet Cheshire, i England. Civil parish var belägen 13 km från Northwich och hade 27 invånare år 1881.